# トータル・コントロール
『トータル・コントロール』（Total Control）は、ジョン・ノーラムが1987年に発表した初のソロ・アルバム。

## 解説
ノーラムがヨーロッパを脱退した後にレコーディングされた。元ライジング・フォースのマルセル・ヤコブが全面参加しており、また、元マディソンのヨラン・エドマンが3曲でリード・ボーカルを担当。
「バック・オン・ザ・ストリーツ」は、ヴィニー・ヴィンセント・インヴェイジョンがアルバム『ヴィニー・ヴィンセント・インヴェイジョン』（1986年）で発表した曲のカヴァー。「ワイルド・ワン」は、シン・リジィがアルバム『ファイティング!!』（1976年）で発表した曲のカヴァー。「ワイルド・ワン」は先行シングル「レット・ミー・ラヴ・ユー」のB面曲として発表され、本作にはCDボーナス・トラックとして収録された。
「レット・ミー・ラヴ・ユー」は、スウェーデンのシングル・チャートで3週間トップ10入りし、最高4位に達した。
「エターナル・フレイム」は、マルセル・ヤコブが結成したタリスマンのライヴでも演奏されており、アルバム『タリスマン』（1990年）が1993年に再発された際、同曲のライヴ音源がボーナス・トラックとして追加収録された。
日本での発売当時の広告には、「俺のギターには、金玉がついている。」とのキャッチコピーが打たれていた。

## 収録曲
特記なき楽曲はジョン・ノーラムとマルセル・ヤコブの共作。10.はインストゥルメンタル。
1. レット・ミー・ラヴ・ユー "Let Me Love You" – 3:21
2. 果てしない想い "Love Is Meant to Last Forever" – 3:39
3. トゥー・メニー・ハーツ "Too Many Hearts" – 3:11
4. サムワン・エルス・ヒア "Someone Else Here" (John Norum, Marcel Jacob, Peter Hermansson) – 4:11
5. エターナル・フレイム "Eternal Flame" – 3:12
6. バック・オン・ザ・ストリーツ "Back on the Streets" (Vinnie Vincent, Richard Freedman) – 4:09
7. ブラインド "Blind" – 3:51
8. ロウ・オブ・ライフ "Law of Life" (Matz Lindfors, Max Lorentz) – 4:20
9. 栄光への絆 "We'll Do What It Takes Together" – 3:23
10. 風を追いかけて "In Chase of the Wind" – 3:00

### CDボーナス・トラック
1. ワイルド・ワン "Wild One" (Phil Lynott) – 4:18

## 参加ミュージシャン
- ジョン・ノーラム - ボーカル、 ギター
- ヨラン・エドマン - リード・ボーカル(on 2. 5. 6.)、バッキング・ボーカル
- マルセル・ヤコブ - ベース
- パー・ブロム - キーボード
- ピーター・ヘルマンソン - ドラムス
- ミッケ・ラーソン - フレットレスベース(on 3.)
- マックス・ロレンツ - ハモンドオルガン(on 8.)
- マッツ・リンドフォース - バッキング・ボーカル(on 8.)